# Принц (Prince of Persia)
Принц (англ. Prince) — прозвище протагониста серии компьютерных игр Prince of Persia, одноимённых графического романа и фильма.

## Описание
Несмотря на то, что все протагонисты игр серии Prince of Persia именуются принцами Персии, на самом деле существует несколько различных персонажей носящих это прозвище. Все они существуют в различных вымышленных вселенных и между собой не связаны. Каждый Принц обладает выдающимися акробатическими и фехтовальными способностями и сражается с магическими силами зла.
Во всех играх серии имя Принца ни разу не упоминается, в фильме его имя Дастан, а в графическом романе действуют принцы Гуив и Фердос.

## Создание персонажа
Первый принц, впервые появившийся в игре 1989 года, был разработан Джорданом Мехнером. Этот принц участвует в трёх играх серии: «Prince of Persia», «Prince of Persia 2: The Shadow and the Flame», «Prince of Persia 3D».
Позже появилась игра «Prince of Persia: The Sands of Time», которая возродила серию и дала нового протагониста. По первоначальной идее Мехнера, эта игра должна была стать приквелом к оригинальной трилогии и Принц должен был быть тем же персонажем, что и в первых трёх играх. Но после выхода «Prince of Persia: Warrior Within», Ubisoft Montreal заявили, что эти игры относятся к новой серии, а главный герой не имеет никакого отношения к предыдущему, потому что игроки вряд ли знакомы с оригинальными играми.
Этот Принц появляется в пяти играх: «The Sands of Time», «Battles of Prince of Persia», «Warrior Within», «The Two Thrones», «The Forgotten Sands».
Третье изменение персонажа принца произошло в игре «Prince of Persia (2008)». Здесь главный герой стал не престолонаследником, а грабителем гробниц. Этот Принц присутствует в игре «Prince of Persia», в её дополнении «Prince of Persia: Epilogue» и в игре «Prince of Persia: The Fallen King», являющейся эксклюзивной версией для консоли Nintendo DS.
Бен Маттес, продюсер игры сказал: «Мы никогда не чувствовали, что это был Prince of Persia. Это и есть Prince of Persia. Есть много Принцев Персии в этой фэнтезийной вселенной, которую мы называем Prince of Persia».
Четвёртое воплощение принца, но только не игровое, а кинематографическое, произошло в фильме «Принц Персии: Пески времени». Принца сыграл актёр Джейк Джилленхол. Здесь впервые за всю историю существования персонажа принц получил имя — Дастан. Образ этого Принца вобрал в себя многие черты главных героев вышедших до этого игр этой серии.
Ещё двое принцев появилось в графическом романе Prince of Persia. В Персии IX века брат принца Гуива хочет убить его, чтобы самому занять трон. В XIII веке персидская принцесса Ширин сбегает из дворца и встречает Фердоса. Магическая птица Тулин собирает персонажей в разрушенной цитадели, чтобы они могли исправить зло.

## Оригинальная серия
Игры первой серии разрабатывались Джорданом Мехнером. Дизайн главного героя во всех играх оригинальной трилогии разрабатывался им же.

### Prince of Persia
Султан находится на войне, и в его отсутствие злой визирь Джаффар пытается захватить трон. Джаффар схватил принцессу и дал ей время на размышление: стать его женой или умереть. Герой игры — истинная любовь принцессы; должен сбежать из тюрьмы, убить Джаффара и спасти принцессу до того как истечёт этот срок. Что и делает принц Персии, храбро сражаясь на мечах со стражниками, своей тенью, и наконец с самим Джаффаром. После освобождения он женится на принцессе и становится принцем Персии.

### Prince of Persia 2: The Shadow and the Flame
Спустя одиннадцать дней Джаффар воскресает, становится двойником принца и изменяет внешность своего соперника. Настоящему принцу с трудом удаётся убежать. Султан снова уходит на войну, а Джафар захватывает власть в Персии. Принцесса смертельно больна. Сбежав из дворца, принц попадает на торговый корабль, где во сне его зовёт незнакомая женщина. Визирь создаёт морскую бурю, уничтожившую корабль с принцем. Принц выживает после бури и оказывается на острове, усеянном древними руинами и пещерами.
Попав на незнакомый остров принц обнаруживает там магический меч и узнаёт, что он — единственный оставшийся в живых член королевской семьи, выживший после нашествия тёмных сил, вызванных Джафаром, и теперь он должен воссоединиться с больной принцессой и занять свой унаследованный трон. С острова принц улетает на летающих лошадях и попадает во дворец.
Принц жаждет отомстить за султана. Он находит Джафара на крыше самой высокой башни дворца, и для того чтобы вернуть свой облик принц навсегда убивает Джафара и воссоединяется с захваченной им принцессой. Принцесса выздоравливает и вместе с принцем осматривает всю Персию на крылатых лошадях.

### Prince of Persia 3D
Младший брат покойного султана, король Ассан, захотел захватить Персидский трон, отдав принцессу (которая замужем за принцем) за своего сына Рагнора (получеловек-полутигр). Ассан приглашает нового султана и принца с принцессой к себе на приём, где он захватывает принцессу и бросает принца в темницу. Принцессу Ассан отдаёт Рагнору и тот заключает её в свой дворец, где собирается удерживать её в заточении до того времени, пока она не согласится выйти за него замуж и забыть о принце. Но принц с помощью других заключённых сбегает из заключения, раздобыв себе меч. И стремится вновь освободить принцессу от гнёта Рагнора.
По ходу игры принц сражается с солдатами Ассана и Рагнора во многих живописных местах, например, на летящем дирижабле и в библиотечных залах.
Наконец, принц добирается до горного замка, где Рагнор удерживает принцессу, и находит тронный зал, в котором обнаруживает Рагнора с пленной принцессой. В дуэли с Рагнором принц побеждает полузверя и вызволяет принцессу из заточения. Целуя её, в последний раз осматривает неизведанные земли и отправляется с принцессой обратно в Персию.

## Серия The Sands of Time

### The Sands of Time

Принц в игре «Пески Времени»

Принц — сын персидского царя Шарамана, который вместе с отцом следуют в соседнее царство Азад с дружеским визитом. По дороге они вместе со своим войском планируют захватить дворец индийского Махараджи, в чём им помогает коварный визирь, который на самом деле преследует собственные планы — заполучить из сокровищницы Махараджи Кинжал Времени, с помощью которого можно управлять самим временем и обрести бессмертие, так как возраст и чахотка медленно убивают его. План визиря нарушается, когда Кинжал, как трофей своей первой битвы, забирает себе Принц, а Шахраман присваивает себе Пески Времени, чтобы вместе с экзотическими животными представить их как подарок султану Азада. Прибыв ко двору султана, на приёме, визирь говорит, что если объединить Кинжал и Песочные часы, то из часов появятся Пески Времени, несущие в себе несметные богатство и силу. По просьбе султана, Принц вставляет Кинжал в Песочные часы, чем освобождает Пески Времени, которые превращают его отца, обитателей дворца и многочисленных персидских воинов и гвардейцев султана в ужасных песчаных монстров. Визирь, способный подчинять себе монстров при помощи своего посоха, требует у Принца Кинжал, но Принц отказывается, после чего он и Песочные часы оказываются разделены обвалом.
Спасаясь от песчаных монстров, Принц встречает пленённую дочь индийского магараджи, Фару, которую атакует Шахраман, превращённый в монстра. Принц убивает своего отца, спасая девушку. Помимо Принца и Фары Пески не тронули визиря, который всеми силами стремится заполучить Кинжал. Фара объясняет Принцу, что для того, чтобы вернуть все назад, следует вновь вставить Кинжал в часы. Герои вместе путешествуют по дворцу, сражаясь с песчаными зомби и влюбляются в друг друга. После длительного пути они попадают в Башню рассвета, сокровищницу султана, куда слуги визиря перенесли Песочные часы, однако Принц мешкает, подозревая, что Фара пытается отомстить ему за разрушение её дома, и Визирь переносит его и Фару в склеп. Когда Принц задремал после совместной ночи в купальне, Фара забирает его меч вместе с Кинжалом Времени и одна отправляется вернуть Пески Времени в Песочные часы, оставляя ему свой медальон, защищавший её от губительных сил Песка.
Пробудившись в склепе, Принц направляется за Фарой и настигает её окружённой монстрами, бывшими Персидскими генералами, на вершине Башни рассвета. Фара жертвует собой ради возлюбленного. Принц, убитый горем по погибшему отцу и возлюбленной, хочет убить визиря, но хитрый интриган продолжает требовать Кинжал, обещая, что поделится с ним вечной жизнью. Но Принц, не желающий жить вечно, когда все, кого он любил мертвы, кричит что «предпочитает смерть», после чего бросается на верх Песочных часов и бьёт туда остриём, из-за чего Пески Времени возвращаются в Песочные часы, а все события, произошедшие в Азаде, откатываются к «исходной точке» — рассвету перед штурмом дворца Махараджа.
Очнувшись в своём шатре с Кинжалом в руке Принц направляется во дворец Махараджи, тайно пробирается в покои Фары, которая не догадывается о предательстве Визиря. Встретив Фару он рассказывает ей свою историю. Когда Принц заканчивает рассказ, в покоях Фары появляется двуличный визирь, который, завидев Фару и Принца, решает убить сначала одного, а затем и другую, чтобы стравить Махараджу и Шарамана и закончить свой план. Принц сражается и побеждает визиря, оставив его умирать в луже собственной крови. Убив визиря, Принц отдаёт Кинжал Фаре, чтобы она вернула его в сокровищницу отца. Хотя Фара и благодарна Принцу за то, что спас её царство от интригана, она не может поверить в его историю. Сначала Принц целует её, но она лишь отталкивает его, после чего он оборачивает время вспять и просто отдаёт Кинжал. Перед тем как Принц скрылся в джунглях, Фара спрашивает его имя, на что он отвечает: «Kakolookiyam» (фраза, которую говорила Фаре её мама, чтобы отгонять страхи), после чего она понимает, что рассказ Принца — правда.

### The Forgotten Sands

Принц в «Забытых Песках» для PS3, Xbox 360 и PC

События этой игры хронологически происходят между Sands of Time и Warrior Within, поэтому принц уже и не так молод и неопытен как в «Песках времени», но ещё и не настолько суров и жесток как в «Схватке с Судьбой». Версии игры для консолей PSP, Nintendo Wii и Nintendo DS полностью отличаются сюжетом от основной версии общей для PS3, Xbox 360 и PC.

#### PS3, Xbox 360 и PC
В этой игре влияние на внешний образ Принца оказали как и предыдущие игры серии, так и фильм Принц Персии: Пески времени, выпускающийся одновременно с игрой.
Некоторое время спустя после случившегося в Азаде, Принц навещает своего брата, Малика, желая стать хорошим правителем для своего королевства.
Он прибывает в королевство Малика в середине конфликта. Преодолевая военные территории, он, наконец, воссоединяется со своим братом, который хочет как можно скорей завершить войну, пока не пострадали жители его королевства. Двое встречаются в сокровищнице, в которой солдатам Армии Короля Соломона велено отдыхать.
Принц против идеи Малика, но его брат всё равно открывает печать, в которой заточена легендарная армия, нечаянно высвобождая ещё одно ненастье для своих людей. Братья вынуждены разделиться и бежать из сокровищницы, прежде чем песок сможет поглотить их, не зная что медальон, который они забрали из хранилища, защищает их. Чтобы избавиться от атакующей армии, Принц обращается к Разии, Джинну и защитнику, оставленному во дворце, чтобы охранять армию Соломона.
Малик становится заражённым Раташем, ифритом, и позже будет побеждён Принцем с Мечом Джина, содержащем эссенцию Разии. К большому сожалению, Принц не способен спасти Малика, раненного Раташем. Принц лишь смотрит, как брат умирает в его руках. Позже, Принц возвращает Меч Джинна и замечает, что лезвие холодное. Разия не откликается на его призывы, и Принц решает, что Разия погибла в битве; он возвращает меч в подземный город, зная, что Разия хотела бы быть похоронена здесь, не в силах забрать его с собой. После этого, Принц возвращается в Вавилон, чтобы рассказать своему отцу о смерти брата.

#### Wii
Некоторое время после событий в Азаде, Принц находит девушку-джина Захру на рынке. Она обещает ему власть над смертью, принцессу и его собственное королевство. Принц купил джинна и вместе они отправились на поиски нового королевства. После путешествия через пустыни в течение нескольких месяцев, Захара приводит принца к королевству Издихар. Активируя святыню возле стен замка, Захра укрепляет свою связь с Принцем и дарует ему бессмертие и доступ к магии джинна.
Исследуя своё новое королевство, Принц узнаёт, что королевство было заражено растением Хаомой. После того, как Принц невольно высвободил волшебницу, вытащив меч, который пленил её, Принца атакует огромное чудовище, вытащенный меч ломается в теле монстра. Захра думает, что сломанный меч является ключом для уничтожения заразы, и Принц вместе с ней начинает преследовать чудовище.
Преследуя чудовище, Принц встречает освобождённую колдунью, которая сообщает, что Захра давно была изгнана из королевства Издихар, и то, что она не может выполнить своих обещаний. Позже, волшебница просит принца присоединиться к Хаоме, обещая Издихар, Персию, а потом и весь мир. Принц отказывается, и колдунья обещает убить его при их следующей встрече. Захра рассказывает, что когда-то её люди были обвинены в защите Изидхара, но не смогли защитить королевство от Хаомы.
В конце концов, Принц догоняет чудовище. Принц говорит ему отдать меч, и тогда Принц перестанет гнаться за монстром. Чудовище отказывается и, впоследствии, погибает от руки принца. Оказывается, что этим чудовищем был последний султан Издихара, и теперь он просит спасти его дочь от Хаомы.
Взяв лезвие меча, Захра приводит Принца в кузницу, построенную в честь богов, в которой Принц может отремонтировать меч, доказывая, что он достоин владеть силой богов. После ремонта клинка принц и Захра пробиваются к сердцу Хаомы и снова встречают колдунью.
После того, как принц убивает Хаома, волшебница разрушается, оборачиваясь в принцессу Издихара, Насрин. Перед смертью, Хаома затягивает Издихар в пески, в то время виноградная лоза опутала Насрин, и чтобы спасти её, Принц отдаёт ей свои способности джинна. Захра пытается вывести принца из Издихара, но она вынуждена отвести принца в святилище, где они укрепили свою связь. Принц, не найдя Захру рядом, в одиночку отправляется в пустыню, где когда-то стоял Издихар.

#### PSP
Принц узнаёт, что многие из его родственников таинственно погибают, и начинает выяснять, что с ними случилось. Однажды он из окна покоев видит вдали манящий его огонёк и сбегает из дворца, направляясь в пустыню. Там он встречает пучок света, который оказывается живым. Хелем — это таинственное существо, рассказывает Принцу свою историю, которая имеет прямое отношение к смерти родственников Принца. Древний дух огня Аихуд захватывает Хелем и её сестёр Ламию, Талу и Намаян — дочерей бога времени, чтобы получить власть над миром. Но сёстры предсказывают Аихуду гибель от рук королевской особы, и дух начинает убивать всех царских особ. Принц и Хелем уничтожают всех приспешников злого духа, а потом и его самого.

#### NDS
Таинственный культ захватывают Принца и королевы джиннов Разию, чтобы с помощью королевской крови и силы джиннов освободить своего лидера, заключённого в магический плен. Им это удаётся и Принц теряет память, Разия — свои силы, а культисты превращаются в монстров. Главным героям удаётся уничтожить сектантов и их лидеров, спасая этим мир, но ради этого Разия жертвует своей жизнью.

### Battles of Prince of Persia

Принц в «Битвах Принца Персии»

После событий в Индии Принц возвращается в Персию. Его начинает обучать его друг — великий персидский генерал Дарриус. Однажды на них нападает огромный чёрный демон. Дарриус отталкивает демона и принимает бой, но погибает.
Принц пытается узнать, что за монстр на него нападает и едет в великую библиотеку Азада, где есть и книги с Острова времени. Там он выясняет, что на него охотится Дахака — хранитель временного потока. Но Принц ищет как избавиться от стража времени и находит упоминание о древнем и могущественным артефакте — Шкатулке тысячи оков, способной запереть что угодно. Он выясняет, что она находится в спорных землях Персии и Индии. Принц уговаривает своего отца атаковать Индию, под предлогом возврата провинции, являющейся родиной матери Принца. Царь Шараман разозлился на дерзость сына и решил проверить его навыки полководца. После прохождения испытания старец Акбар делает Принцу татуировку «Знак царя», которая показывает, что Принц может руководить армией наравне со своим отцом.
Он объявляет войну Индии, нападает на неё и сражается со средним сыном Магараджи — Аруном и побеждает его. После этого он следует по пустынной местности, где встречает безумную женщину, которая бормочет «Шкатулка… Визирь…». Принцу удаётся найти местность, где хранится шкатулка, но её охраняет целая армия дэвов — ужасных демонов, использующих в бою магию. Принц их побеждает и подходит к Шкатулке, но из неё вылезают новые и новые дэвы. Принц вынужден отступить обратно в Вавилон.
Тем временем Шараман уже осаждает Патну — столицу Индии. Обороной руководит младший сын магараджи — Калим, ему удаётся отбить нападение и оттеснить персов до самой границы. Армия Калима объединяется с остатками армии Аруна и нападают на Вавилон. Им удаётся победить и захватить город, в ходе чего погибает царица — мать Принца. Персидская армия вынуждена отступить в глубь страны. Когда Принц возвращается в Вавилон под натиском дэвов, Шараман из-за горя от потери жены и злости на сына бросает его в темницу. Он заявляет, что знает за чем охотится Принц и говорит, что Шкатулка хранилась в Вавилоне, но была украдена ещё до рождения Принца.
В это время дэвы нападают на столицу Персии, захваченную индийскими войсками. Калиму и Аруну удаётся отбить атаку демонов, но те, вместо продолжения битвы, отправляются в Индию. Братьям удаётся настигнуть вражескую армию под самой Патной. Индийским принцам снова удаётся победить дэвов. Магараджа рассказывает, что это не демоны, а древний народ магов, который был проклят. А ведёт их его бывший визирь.
Оказывается, что много лет назад Визирь напал с небольшой армией на дворец повелителя дэвов Саурвы и захватил его жену. Визирь потребовал в обмен на неё Шкатулку тысячи оков, хранившуюся в Персии. Саурва вынужден подчиниться и атакует Вавилон. Ему удаётся пробраться в сокровищницу и выкрасть шкатулку. Но Визирь не выполнил своё обещание и убивает жену царя дэвов. Саурва нападает на Визиря, но в это же время дворец атакуют персы во главе с молодым Шараманом. Происходит битва, в которой Саурва чуть было не убивает Шарамана, но Визирь запирает всех дэвов в шкатулке, которую прячет до лучших времён в пустыне.
Тем временем Принц уговаривает Калима вместе сражаться с дэвами. Тот сначала соглашается, но потом отправляется на битву со врагами без персов и погибает от руки Саурвы. А Принц узнаёт, что женщина, с помощью которой он нашёл шкатулку, является сестрой повелителя дэвов — Синдрой, на которую Визирь наложил заклятие забвения. Теперь она возглавила оставшихся дэвов и хочет помочь Принцу.

### Warrior Within

Принц в «Схватке с Судьбой»

Принц, в попытке изменить свою судьбу, отправляется на Остров времени, где когда-то давно Императрица Времени создала Пески и Кинжал Времени, откуда они позже были украдены тем самым индийским Махараджей, на которого армия Принца и его отца напала в первой части игры. Принц намерен встретиться с Императрицей и предотвратить создание Песков Времени, тем самым полностью отменив их существование в истории. По пути на остров на корабль Принца нападают песчаные демоны во главе с некой женщиной, Шади. В битве с ней Принц терпит поражение, теряет корабль, своих людей и оружие, но добирается до Острова Времени. Преследуя Шади, он входит за ней в портал, который переносит его в прошлое, в момент, когда Пески ещё не были созданы. Дальнейшие приключения Принца на Острове времени будут постоянно приводить его к временным порталам, использующим всё тот же Песок Времени, и Принц будет иметь возможность перемещаться из цветущего прошлого Острова Времени в мрачное настоящее.
Догнав Шади, Принц видит, как она почти убивает некую девушку, и вступает с ней в схватку, на этот раз одержав победу. Спасённая девушка называет себя Кайлиной и говорит Принцу, что Императрица Времени не захочет видеть его и будет заниматься созданием Песков. Она объясняет Принцу устройство замка и способ открыть ворота в тронный зал, где находится Императрица.
Дахака же нашёл Принца на острове и постоянно преследует его. Обречённому Принцу приходится спасаться от Дахаки бегством, страж времени не может проходить через воду, чем и пользуется Принц. Он надеется, что, предотвратив создание Песков, тем самым не даст себе открыть Песочные Часы в будущем (в Sands of Time) и избавится от Дахаки.
Помимо Дахаки Принц также постоянно встречается с неким человекоподобным существом, которое в итоге погибает от рук Дахаки вместо самого Принца. Принц открывает тронный зал и узнаёт, что Кайлина и есть Императрица Времени и в бою убивает её — в прошлом, считая, что этим он предотвратил создание Песков. Принц уже готовится к отплытию домой, в Вавилон, когда за его спиной снова появляется Дахака. Принц понимает, что умерев, Кайлина стала Песками Времени (которые в будущем Махараджа соберёт в Песочные Часы), и что своей попыткой предотвратить создание Песков он лишь способствовал их появлению. Принц прячется от Дахаки в гробнице замка, где читает высеченную на стенах историю, написанную одним из воинов Махараджи, о Маске Песчаного Духа, которая способна вернуть в прошлое и дать шанс изменить свою судьбу, но снять её можно, только когда другое «я» надевшего Маску, существующее в том же времени, умрёт. Принц надевает Маску, превращаясь в Песчаного Духа, того самого существа, которое Принц видел ранее (то есть, он видел самого себя). Теперь он может пользоваться силами песка почти без ограничений, но жизненные силы медленно, но неотвратимо иссякают. Принц решает отправиться в прошлое, стремясь убить Кайлину в настоящем времени, надеясь, что так наконец избавится от Песков, что если они будут созданы в настоящем, Магараджа не сможет украсть их. И вот он оказывается в том самом моменте, когда Дахака должен убить Песчаного Духа, оставив в живых Принца. Однако на этот раз, Принц, находясь в облике Духа, уворачивается от Дахаки, позволяя ему забрать Принца из прошлого. Поскольку его другое я, существовавшее в этом времени, умирает, Маска падает с лица Принца, и тот перестаёт быть Песчаным Духом.
Принц приходит в Тронный зал для битвы с Императрицей, но в этом варианте боя герой не убивает Кайлину в прошлом, что привело бы к появлению Песка Времени, а силой затаскивает Кайлину в настоящее.
Далее сюжет зависит от того, нашёл ли Принц все девять пьедесталов, увеличивающих здоровье. Если нет, Принц сражается с Кайлиной и убивает её: Пески Времени создаются в настоящем и события первой игры стираются из истории, а значит у Дахаки нет причин преследовать Принца, и Принц отправляется в Вавилон один. Если же Принц находит все апгрейды жизни, то он получает в зале с Песочными Часами особое оружие — Водный меч, который способен сразить стража времени. Когда он и Кайлина сражаются в настоящем времени, появляется Дахака, на этот раз пришедший за Кайлиной, поскольку она находится не в своём времени. Принц вступает с ним в бой, спасая себя и Императрицу, а затем, после победы над Дахакой, они покидают Остров Времени вместе. Однако какой бы ни был финал, в последнем кадре заключительного видеоролика Принц видит горящие стены родного Вавилона и произносит: «Что я наделал…».
Судя по событиям третьей части, каноническим финалом следует считать вариант развития событий с убийством Дахаки.

### The Two Thrones

Тёмный Принц, альтер эго героя, и сам Принц

Вернувшись в Вавилон, Принц с Кайлиной обнаруживают город, охваченный войной с неизвестным врагом, армия которого вскоре захватывает Кайлину. В поисках неё Принц узнаёт, что индийский визирь в поисках императрицы овладевает кинжалом времени и захватывает сначала Остров Времени, затем Индию и Персию. Убив Дахаку и оставив в живых Императрицу, Принц отменил само создание Песков Времени, он также отменил и все события первой части трилогии: атаку армии своего отца на замок индийского Махараджи, открытие и закрытие Песочных Часов, а также убийство визиря. Кайлину сразу доставляют во дворец, где её и ждёт визирь. Прибыв туда, Принц становится свидетелем убийства визирем Кайлины. При её убийстве, песок находящийся в ней высвободился, начиная превращать живых в монстров, так как в этот момент у принца не было кинжала, пески заразили и его. Принцу удаётся сбежать от визиря, завладев кинжалом времени. Пробираясь по каналам Вавилона, Принц обнаруживает пробудившееся в нём альтер эго, связанное с тем, что Принц уже заражён Песками Времени, которое является циничным и жестоким голосом, разговаривающим с ним. Также Принц периодически начинает превращаться в песчаного монстра, который постоянно теряет здоровье, восполняя его только Песком. Остановить превращение, и вернуть его в нормальное состояние, способна лишь вода.
Выбравшись на поверхность, Принц обнаруживает себя вдали от Вавилона. Добираясь до Визиря с новым «Тёмным союзником» принц встречает индийскую принцессу Фару, которая тоже стремится уничтожить визиря, предавшего и убившего её отца. Но в определённый момент Фара с Принцем разделяются, по причине того что принц был одержим жаждой мести, а Фара хотела помочь людям, пострадавшим от нападения или находящимся в плену. И Принц, добравшийся до Визиря в одиночку, обнаруживает, что Фару захватил переродившийся визирь. Принц убивает визиря, но стоит ему воткнуть кинжал времени в мёртвое тело визиря, вернув кинжал духу Кайлины, как Тёмный принц решает захватить тело Принца, и тем самым борется с принцем в его разуме, где Принц одерживает победу над своей тёмной половиной. Очнувшись, на вопрос Фары откуда он узнал её имя, Принц начинает свой рассказ о потоке времени, и о том, как он попытался обратить его вспять.

## Новая серия

### Prince of Persia (2008)

Принц и Элика

История начинается с того, что Принц, из-за сильной песчаной бури сбившийся с пути и потерявший своего осла Фару, оказывается в чудесном саду, над которым возвышается храм с огромным древом. Он случайно встречается с девушкой Эликой, преследуемой стражниками её отца. Когда Принц отражает их нападение, Элика просит сопроводить её к храму. Внутри храма на Принца нападает отец Элики, который, проиграв поединок, разрушает Древо Жизни, тем самым освободив Ахримана, верховного духа зла, из заточения, куда тот был заключён богом добра и света Ормуздом.
Освободившись, Ахриман начинает распространять на окрестные земли Тьму, тёмную желеобразную субстанцию, губительную для всего живого. Элика рассказывает Принцу о многочисленных Плодородных землях, питающих Древо Жизни, которые необходимо очистить от Тьмы, чтобы дать Древу силы заключить Ахримана обратно в темницу, пока он не освободился окончательно.
Во время странствий по землям Элика рассказывает о своём прошлом. Принц узнаёт, что мать Элики умерла, и это стало большим ударом для её отца. А когда умерла сама Элика, обезумевший от горя отец заключил сделку с Ахриманом, пообещав освободить его в обмен на то, что он вернёт Элику к жизни. Принц тоже немного рассказывает о своей жизни: его родители погибли во время войны, и он стал расхитителем гробниц, чтоб как-то прожить. Как раз перед встречей с Эликой он шёл с большим грузом награбленного добра, поэтому Принц частенько сетует на судьбу, из-за которой он потерял столько золота. В диалогах Принц показывает свой довольно циничный и меркантильный, но в чём-то философский взгляд на жизнь, который абсолютно противоречит принципам «святой», как называет её сам Принц, Элики. Его слова часто сопровождаются шутками, основанными на иронии и абсурде.
Элика рассказывает, что в детстве она мечтала вырваться из своего королевства и увидеть другие страны, пустыню и море. Но всё это было невозможно, так как она была принцессой ахуров, которые как раз и охраняли Древо Жизни. И только после трагедии, описываемой в игре, она по-настоящему поняла, что любит свой народ и твёрдо решила восстановить Плодородные Земли и вернуть своих людей.
Элика раскрывает, что вместе с Ахриманом были заперты четверо его прислужников и тысяча рядовых воинов.
Когда герои возвращаются к храму, они вновь сталкиваются с отцом Элики, продавшим душу Ахриману и окончательно предавшимся злу. Потерпев поражение от Принца и Элики, он бросается с уступа вниз, и Тьма поглощает его. После дуэт сталкивается с Ахриманом, и пока Принц отвлекает его на себя, Элика исцеляет Древо Жизни, но для этого ей пришлось отдать дереву свою собственную жизнь. Принц решает спасти Элику. Он срубает четыре священных дерева в пустыне и Древо Жизни в Храме, этим он освобождает Ахримана вновь, подобно отцу Элики, за то, что тот возвращает девушку к жизни. Потом Принц с Эликой на руках уходит в пустыню, в то время как храм за его спиной разрушается, а Ахриман обретает долгожданную свободу.

### Prince of Persia: Epilogue
События Prince of Persia: Epilogue разворачиваются после события оригинальной игры. Принц разрубил древо жизни, чтобы оживить Элику, и, тем самым, освободил Ахримана. Спасаясь от песчаной бури, устроенной Ахриманом, герои прячутся в ближайшем укрытии. Но потом они понимают, что заперты в огромном подземном дворце. Элика разозлена на Принца за то, что он пожертвовал всем миром ради неё и убегает от него. Принц пытается её догнать, но сталкивается с Печальным королём — Отцом Элики, который продолжает служить богу зла. По его словам, Ахриману нужна не Элика, а Принц. Девушка помогает герою в битве и решает объединиться с ним, пока они не выберутся из дворца. Герои преодолевают ловушки и препятствия, попутно сражаясь со врагами. Они находят гробницу первого царя ахуров, при котором Ахриман был пленён. Элика рассказывает, что он сумел вызвать Ормузда, который победил своего брата. Потом на них нападает отец Элики, которого они побеждают, но Элике не удаётся освободить его душу и он умирает. В конце концов герои находят выход из катакомб, Элика говорит, что она пойдёт искать свой народ, чтобы продолжать бороться с Ахриманом и покидает Принца, который остаётся один.

### The Fallen King

Принц в «The Fallen King»

После событий Prince of Persia и Prince of Persia: Epilogue Принц и Элика разделяются. В то время, как Элика остаётся с Ахурами, сражаясь с Ахриманом, Принц отправляется на поиски царя города Новая Заря, в надежде, что он может вызвать Ормузда. В своём опасном путешествии он находит себе нового союзника — мага Зала, который был затронут Искажением. Из-за этого он может управлять Искажением, но также периодически оно захватывает его разум. Герои объединяются, чтобы спасти королевство от искажения и, в конечном счёте, остановить Ахримана. А для этого нужно найти 4 части магического щита.
Позже Зал рассказывает, что Искажение затронуло короля и разделило его на две части — злую и добрую. И, как выясняется позднее, именно Зал является доброй половиной. Предок — добрый дух, который время от времени помогал героям, ведёт их к «особой силе», которая объединяет Принца и Зала в одно существо, сохраняя акробатику первого и магию второго. Вместе Принц и Зал побеждают тёмную половину короля, что вызывает освобождение Зала от Искажения, но и убивает его. Принц освобождает королевство от Искажения, вылечив плодородную землю с помощью Щита.

## Вне игр

### Экранизация
Роль Принца исполнил американский актёр Джейк Джилленхол. Впервые Принц получил имя — Дастан. Его образ несколько отличается от игры: в частности, теперь он приёмный сын короля Шарамана (у того также было два родных сына, Тас и Гарсив).

## Перевоплощения принца

### Тень
Тень появляется в оригинальной игре. Когда будущий принц проходит через магическое зеркало, Тень остаётся в зазеркалье. Она неоднократно препятствует принцу, но к концу игры они снова сливаются в одно целое.
Тень появляется в следующей игре, где она не возвращается в тело принца, а побеждает и сжигает Джафара заживо.

### Песчаный дух
Альтер эго Принца в Warrior Within. Принц превращается в Песчаного Духа в одном из этапов игры, надев Маску Песчаного Духа (англ. Mask of the Sandwraith), в надежде остановить Дахаку. Песчаный Дух может практически без ограничений использовать силы Песков Времени, но его здоровье постоянно убывает. Однако превратиться обратно он может лишь убив другого себя в том времени.

### Тёмный принц
Оборотная сторона личности Принца. Пробуждается она под действием Песков Времени в игре The Two Thrones. Она жестока, безрассудна, безжалостна и эгоистична. Стремится полностью взять под контроль тело Принца и получить власть над Вавилоном. Как и у Песчаного Духа, здоровье Тёмного принца постоянно уменьшается, но пополнить его можно с помощью песка времени, а не воды. Тёмный принц, ступивший в воду, превращается в обычного принца. В обличье Тёмного Принца, его главное оружие — Цепь-клинок (Chain-knife), которой можно душить врагов и притягивать их к себе. Также он может перелетать большие расстояния, цепляясь цепью за карнизы, крюки и другие предметы. Полное избавление от этого «я» произойдёт в самом конце игры, однако превращаться Принц перестанет после длинной дискуссии со своим внутренним голосом при виде мёртвого отца, царя Шахрамана, когда возьмёт Меч света.

## Критика
Персонаж неоднократно освещался в игровой прессе и занимал места в различных рейтингах персонажей компьютерных игр:
- 7 мая 2010 года англоязычный игровой сайт GamesRadar опубликовал заметку, которая была посвящена исследованию сайта MyVoucherCodes.co.uk, который опросил около 1400 мужчин и около 1000 женщин на предмет их любимого игрового персонажа. При этом мужчины выбирали персонажа женского пола, а женщины — мужского пола. В результате для каждого был составлен рейтинг из десяти самых популярных персонажей, и Принц занял в нём второе место[6].
- GameDaily привели тёмную трансформацию принца как один из худших моментов серии и описали Принца в Prince of Persia: The Sands of Time как симпатичного персонажа, а его изменение в Prince of Persia: Warrior Within посчитали ухудшением, включая фанатов и создателя оригинальной серии Джордана Мекнера[7].
- Сайт GamesRadar назвал Принца «мистером 2003» в своей статье о новых сексуальных персонажей десятилетия, описывая его как имеющего" глубокий загар и средиземноморскую внешность[8].

Воплощение персонажа в Prince of Persia: Warrior Within было приведено GamesRadar в качестве примера «задумчивого симпатичного парня» в своём списке постоянных шаблонных персонажей.
- Журнал Empire поставил Принца на 35 место в списке 50 величайших персонажей компьютерных игр[10].
- Журналисты австралийской газеты The Age оценили его в 2008 году на 32-е место в списке лучших персонажей в играх для Xbox всех времён[11].